# Luci a San Siro
Luci a San Siro è un brano musicale del 1971 interpretato da Roberto Vecchioni incluso nel proprio album Parabola e, successivamente, in Robinson, come salvarsi la vita. 
Le parole sono dello stesso Vecchioni, mentre la musica è di Andrea Lo Vecchio e Giorgio Antola.
Nonostante non sia mai stato pubblicato come singolo, è universalmente riconosciuto come uno dei brani più significativi e importanti della carriera di Vecchioni, nonché come un classico della canzone italiana.

## Il brano
La canzone era già stata pubblicata qualche mese prima su un 45 giri inciso da Rossano, in una versione con testo completamente diverso e dal titolo Ho perso il conto.
Nel nuovo testo Vecchioni ricorda il suo amore giovanile per Adriana, la sua vicina di casa e fidanzata dal 1964 al 1968, che diventerà la "musa ispiratrice" di moltissime sue canzoni (da Mi manchi ad Archeologia), con cui si recava presso la Montagnetta di San Siro con la sua Fiat 600 grigia targata MI 860399, regalatagli dal padre nel luglio 1962 per il superamento a pieni voti dell'esame di maturità.
Il testo è inoltre un omaggio a Milano e alla giovinezza passata, oltre che un atto d'accusa verso l'ambiente dei produttori musicali.
Il brano di Vecchioni è ritenuto tra i più influenti e significativi della musica d'autore italiana; il suo collega e amico Francesco Guccini, interpretandola durante il Premio Tenco 1989, espresse il rammarico per non averla composta egli stesso.

## Riferimenti nella cultura
Una parte del brano è inserita nel film Tre uomini e una gamba di Aldo, Giovanni e Giacomo: i protagonisti lo ascoltano durante il viaggio in automobile e Giovanni, già fin dalle prime note, non riesce a trattenere la commozione.
Nella canzone dei Pinguini Tattici Nucleari   Dentista Croazia  la canzone viene citata come pezzo che veniva suonato dalla band nel furgone che usavano per andare a fare i loro primi live ("Ed ora dentista Croazia che fine avrai fatto,
"Luci a San Siro" adesso te la canta qualcun altro")